# Eurybia nicaea
Eurybia nicaea är en fjärilsart som beskrevs av Fabricius 1775. Eurybia nicaea ingår i släktet Eurybia och familjen Riodinidae. Inga underarter finns listade i Catalogue of Life.